# Leptohymenium loriferum
Leptohymenium loriferum là một loài Rêu trong họ Hylocomiaceae. Loài này được (Lindb.) A. Jaeger mô tả khoa học đầu tiên năm 1878.